# Глейздс, Янис
Янис Глейздс (латыш. Jānis Gleizds; 7 мая 1921, Вецгайлуми, Макашенская волость — 17 апреля 2010) — латвийский фотограф. Кавалер ордена Трёх звёзд.

## Биография
Родился 7 мая 1924 году в Илзескалнской волости в деревне Вецгайлуми в обычной крестьянской семье. В 1943 году окончил Резекнскую техническую среднюю школу. Был принят писарем в штаб немецкой армии. В 1948 году в 24 года обморозил кисти рук, из-за чего пришлось ампутировать обе руки. С 1951 по 1994 год работал фотографом в Научно-исследовательском институте травматологии и ортопедии. С 1957 года участвует в фотовыставках, главным образом работая в чёрно-белой фотографии. В 1962 году присоединился к фотоклубу «Рига».

## Творчество
Работал в разных жанрах, включая натюрморты и фотографии спортивных сцен. С 1980 годов широкую известность получили его романтичные фотографии обнаженной натуры, главным образом в стиле пикториалзма. 
Награды
- 1989 — лауреат премии Мартина Буцлера
- 1995 — орден Трёх звёзд 5 степени